# Ніч у музеї
«Ніч у музеї» (англ. Night at the Museum) — американський фентезійно-пригодницький комедійний фільм 2006 р., заснований на дитячій книзі 1993 р. з однойменною назвою письменника Мілана Тренка. Сюжет оповідає про розлученого батька, який намагається заспокоїтися, справити враження на свого сина та знайти свою долю. Він претендує на роботу нічним сторожем в Американському музеї природної історії міста Нью-Йорк, а потім виявляє, що експонати через магічний єгипетський артефакт, оживають уночі.
Випущений 22 грудня 2006 р. 20th Century Fox студіями-виробниками 1492 Pictures/21 Laps Entertainment Production спільно з Ingenious Film Partners, сценарій до фільму написали Роберт Бен Гарант і Томас Леннон Рено, продюсер і режисер — Шон Леві. Також для виробництва 1492 Pictures були залучені Кріс Коламбус і Майкл Барнатан. У фільмі знімалися: Бен Стіллер, Карла Гуджино, Дік Ван Дайк, Міккі Руні, Білл Коббс, Джейк Черрі, Рікі Жерве, Оуен Вілсон, Стів Куган і Робін Вільямс. 
Продовження під назвою «Ніч у музеї 2» випущене 22 травня 2009 р., третя частина «Ніч у музеї: Секрет гробниці» вийшла в кінотеатрах 19 грудня 2014 р.

## Сюжет
Ларрі Дейлі — розлучений чоловік, який не зумів зберегти роботу і закінчений невдаха. Його колишня дружина вважає, що він є поганим прикладом для свого десятирічного сина Ніка. Ларрі побоюється, що Нік поважатиме свого вітчима, трейдера облігацій Дона, більше, ніж його.
Сесіл Фредерікс, літній нічний охоронець, збирається піти з Американського музею природознавства і наймає Ларрі, незважаючи на його резюме. Музей, який стрімко втрачає гроші, планує замінити Сесіла та двох його колег, Гаса та Реджинальда, одним охоронцем. Сесіл дає Ларрі пам'ятку про те, як забезпечити безпеку музею, і радить Ларрі залишити ліхтар, аби нічого не упустити.
В першу ж ніч він дізнається, що всі експонати музею оживають щоночі. Серед них скелет тиранозавра Рексі, який поводиться, як собака; пустотлива мавпа-капуцин на ім'я Декстер (зіграла мавпа Кристал), яка краде ключі у Ларрі і рве його пам'ятку; конкуруючі мініатюрні цивілізації на чолі з ковбоєм Дикого Заходу Джедедіа та римським полководцем Гаєм Октавієм; кам'яна статуя Моаї з Острову Пасхи, яка звертається до Ларрі як до дурня; воскові моделі — (Теодор Рузвельт, Сакагавея, гуни на чолі з Аттілою, неандертальці) тощо.
Рузвельт пояснює, що золота скрижаль фараона Акменра, давньоєгипетський артефакт, завдяки якому щоночі оживають усі експонати, надійшов до музею в 1952 році. Якщо експонати перебувають за межами музею під час сходу сонця, то вони перетворюються на пил. Рузвельт допомагає Ларрі в наведенні ладу, але тільки на одну ніч, і Ларрі вирішує залишитися працювати нічним охоронцем.
Коли Ларрі говорить Сесіл про те, як Декстер порвав інструкцію, Сесіл радить йому вивчати історію, щоб підготуватися до нічних обов'язків. Також він пізнає історію від викладача музею Ребекки Гутмен, яка пише дисертацію про Сакагавею, не відчуваючи того, що достатньо знає про свій предмет.
Наступної ночі Ларрі використовує те, чого він навчився, аби краще контролювати експонати. Однак все йде не за планом, і четверо неандертальців підпалюють дисплей та деякі інші речі. Один із них перетворюється в пил, так як він залишає музей на світанку. Директор музею доктор МакФі звільняє Ларрі після того, що сталося з експонатами печерних людей. Він пропонує Ребецці зустріч з Сакагавеєю, але вона припускає, що він знущається над нею і музеєм.
Ларрі приводить Ніка в музей, щоб показати йому експонати, проте жоден із них так і не ожив. Вони знаходять Сесіла, Гаса та Реджинальда, які крадуть скрижаль та інші цінні об'єкти. Бажаючи зберегти свою молодість, здоров'я та фінанси, вони звинувачують Ларрі у крадіжці і відключають скрижаль, аби зупинити експонати від втручання. Нік активує артефакт, але Сесіл замикає його та Ларрі в єгипетському залі і рятується зі скрижалем. Ларрі звільняє мумію Акменра із саркофага, і фараон, який багато років розмовляє англійською, допомагає Ларрі та Ніку втекти. Сесіл, Гас та Реджинальд борються з іншими експонатами, в той час як Ларрі протистоїть Аттілі і переконує його до співпраці.
Експонати захоплюють Гаса та Реджинальда. Сесіл втікає на диліжансі в Центральний парк, де його зупиняють Ларрі з Ніком та Акменра і відбирають скрижаль. Джед і Октавій імовірно вбиті, але вони виживають. Ребекка бачить, як експонати повертаються в музей до сходу сонця і розуміючи, що Ларрі правий, знайомиться з Сакагавеєю.
Після перегляду новинного повідомлення про дивні події навколо музею, доктор МакФі звільняє Ларрі, але згодом повторно його наймає після зростання відвідуваності музею. Ларрі, Нік та експонати святкують перемогу. Сесіл, Гас та Реджинальд не були передані владі і працюють в музеї швейцарами.

## У ролях

### Люди
| Актор         | Роль                                 |
| ------------- | ------------------------------------ |
| Бен Стіллер   | Ларрі Дейлі, охоронець у музеї       |
| Карла Гуджино | Ребекка Гутмен, доцентка             |
| Дік Ван Дайк  | Сесіл Фредерікс, охоронець на пенсії |
| Міккі Руні    | Гас, охоронець у музеї               |
| Білл Коббс    | Реджинальд, охоронець у музеї        |
| Джейк Черрі   | Нік Дейлі, син Ларрі                 |
| Рікі Джервейс | доктор МакФі, директор музею         |
| Кім Рейвер    | Еріка Дейлі, колишня дружина Ларрі   |
| Пол Радд      | Дон, наречений Еріки                 |
| Енн Міра      | Деббі                                |
| Чарлі Мерфі   | таксист                              |

### Експонати
| Актор                | Роль                                                   |
| -------------------- | ------------------------------------------------------ |
| Робін Вільямс        | Теодор Рузвельт, воскова фігура президента США         |
| Патрік Галлахер      | Аттіла, статуя вождя гунів                             |
| П'єрфранческо Фавіно | Христофор Колумб, бронзова статуя відкривача Америки   |
| Рамі Малек           | Акменра, мумія стародавнього фараона                   |
| Стів Куґан           | Октавіус, мініатюра римського солдата                  |
| Мізуо Пек            | Сакаджавея, поліуретанова модель жінки племені шошонів |
| Мартін Крістофер     | Мерівезер Льюїс, воскова фігура                        |
| Оуен Вілсон          | Джедедіа, мініатюра ковбоя                             |
| Кристал              | Декстер, опудало мавпи сімейства капуцинові            |

## Музика
- «Friday Night» — виконується McFly; не отримали відображення в американській версії фільму, але чується у деяких міжнародних релізах, використовується під час фінальних титрів. Пісню можна почути на американському DVD з іспанським субтитруванням.
- «September» — виконується Earth, Wind and Fire.
- «Weapon of Choice» — виконується Fatboy Slim; використовується в сцені, де Ларрі повертається в музей для своєї другої ночі та готується до хаосу.
- «Tonight» — виконується Кеке Палмер і Чам; використовується для фінальних титрів (театральна версія США).
- «Eye of the Tiger» — виконується Беном Стіллером; використовується у сцені, де Ларрі нудьгує.
- Інструментальна версія «Mandy», виконує Баррі Манілов використовується, коли Ларрі стояв у ліфті під час втечі від Аттіли.
- Алан Сильвестрі replaced John Ottman as score composer. Silvestri's score was used for the teaser trailer of Horton Hears A Who!

## Критика
Фільм отримав змішані відгуки від критиків, отримавши 44 %-й рейтинг на Rotten Tomatoes і 48/100 на Metacritic.